# خفاش بولداگ بزرگتر
خفاش بولداگ بزرگتر (نام علمی: Noctilio leporinus) نام یک گونه از سرده خفاش بولداگ است.